# Northern Borders
Northern Borders es una película estadounidense de 2013 dirigida por Jay Craven y basada en la novela homónima de Howard Frank Mosher.
Narra la historia de Austen Kittredge, un chico de 10 años que es enviado por su padre a vivir a la granja de sus abuelos en Vermont. La acción se desarrolla en 1956. A Austen le choca el estilo de vida y la relación existente entre sus abuelos, y desea ausentarse de allí cuanto antes, pero poco a poco va descubriendo toda una serie de secretos de familia que le hacen entender mejor quién es.